# Skelton (Cumbria)
Pour les articles homonymes, voir Skelton.
Skelton est un village et une paroisse civile de Cumbria, situé dans le nord-ouest de l'Angleterre. 

## Patrimoine
- Manoir de Hutton in the Forest.